# Азиз, Марсиано
Марсиано Азиз (фр. Marciano Aziz; 13 июля 2001, Эйпен, Бельгия) — бельгийский футболист, атакующий полузащитник клуба «Эйпен», выступающий на правах аренды за исландский «Коупавогюр».

## Клубная карьера
С пяти лет занимался в академии клуба «Эйпен». Профессиональный контракт подписал 18 марта 2020 года. Дебютировал 16 августа в домашнем матче с «Брюгге», заменив на 77-й минуте Ноуледжа Мусону. Больше в сезоне 2020/21 за клуб не сыграл.
30 июля 2021 года перешёл в клуб Эстердивизе «МВВ Маастрихт» на правах аренды до конца сезона. Кроме Азиза в нидерландский клуб на правах аренды отправились Ромен Маттис и Симон Либерт. Дебютировал 9 августа в гостевом матче с «Йонг Утрехт», выйдя в стартовом составе и уступив на 62-й минуте место на поле Твану Виссеру. Первым результативным действием отличился 13 августа в домашней игре с «Де Графсхапом», выйдя в стартовом составе, отдав голевую передачу на гол Свена Блюммеля и уйдя на замену Лерою Лабилле на 34-й минуте.
По возвращении из Нидерландов 7 июля 2022 года перешёл в клуб исландской Первой лиги «Афтурельдинг» на правах аренды до 30 сентября. Дебютировал 9 июля в гостевом матче с «Фьолниром», заменив на 57-й минуте Храбна Гюдмюндссона. Впервые в стартовом составе вышел 16 июля в гостевом матче с «Вестри», оформив дубль в концовке матче. Это были его первые голы в профессиональном футболе. 18 августа в домашнем матче с «Вестурбаеяром» оформил первый в карьере хет-трик. Всего за 10 матчей в Исландии забил десять голов. Уже 3 сентября вернулся в расположение бельгийского клуба.
2 февраля 2023 года перешёл в клуб Избранной лиги «Коупавогюр» на правах аренды.

## Карьера в сборной
За сборную Бельгии до 17 лет дебютировал 21 января 2018 года в гостевом товарищеском матче со сборной Финляндии, выйдя в стартовом составе и уйдя на замену Диону де Неве на 51-й минуте. Первый гол забил 24 января в домашнем товарищеском матче со сборной Литвы.